# ليندا شويتن
ليندا شويتن (ليندة شويتن) كاتبة جزائرية تكتب باللغة الفرنسية. وهي مؤلفة للعديد من الكتب، تتركز أعمالها حول الثقافات والأدب الفرنسي والفرنكوفوني، وثقافة وأدب ما بعد الاستعمار ، الأدب المقارن ، أدب السفر ، الاستشراق، التمثيل الثقافي، النظرية الأدبية، الأدب البريطاني والحضارة (خاصة الفيكتوري) ، الخطاب والسلطة ودراسات النوع.
حاصلة على دكتوراه في الدراسات الفرنسية من معهد مور للأبحاث في العلوم الإنسانية والعلوم الاجتماعية جامعة أيرلندا الوطنية، غالواي. ترأست اللجنة العلمية لقسم اللغات والآداب الأجنبية (جامعة بومرداس) منذ سبتمبر 2015.

## أعمالها
- إيزابيل إبرهاردت [3]
- مقالات عن البناءات الهدّامة والمظاهرات وتجاوزات السلطة [4]
- شعر مترجم «مباشرة فوق الصمت» (Juste au-dessus du silence) لآنا غريكي.[5]